# Pierrick Le Bert
Pierrick Le Bert est un footballeur français né le 30 mars 1970 à Diego Suarez (Madagascar).

## Biographie
Il commence le football au club de la Vigilante de Keryado Lorient et après un bref passage au centre de formation du Stade brestois lors de la saison 1985-1986 il intègre le club de l'US Montagnarde entre 1986 et 1989. 
Pierrick Le Bert rejoint le FC Lorient en 1989, il fait l'essentiel de sa carrière chez les Merlus (d'abord en tant que simple amateur puis en tant que professionnel) où il connaît en 1998/1999 la 1re division. Après 12 ans à Lorient, il rejoint pour un an le Vannes Olympique Club. 
On retient de son passage au Vannes OC ce fameux match face au FC Lorient en Coupe de France (8e tour) où Pierrick Le Bert est le bourreau des Lorientais (il inscrit en effet inscrit le but de la victoire vannetaise à la 115e minute). Il atteint cette année-là avec le Vannes OC les 8èmes de finale de la compétition où ils sont éliminés par l'AJ Auxerre. 
En 2001, il retourne à Lorient où il s'occupe des 18 ans Nationaux. En janvier 2002, il est diplômé du DEF (Diplôme d'entraîneur de football). 2022 : Obtention BEPF

## Carrière de joueur
| Saison      | Club           | Pays        | Championnat                                                                  | Coupes nationales |
| ----------- | -------------- | ----------- | ---------------------------------------------------------------------------- | ----------------- |
| 1986 - 1989 | US Montagnarde | D3          | -                                                                            | -                 |
| 1989 - 2000 | FC Lorient     | D1 D2 N1 D3 | 21 matchs / 0 but 182 matchs / 12 buts x matchs / 10 buts x matchs / 19 buts | x matchs / 1 but  |
| 2000 - 2001 | Vannes OC      | CFA         | 30 matchs / 2 buts                                                           | -                 |

## Carrière d'entraîneur
| Saisons                | Club           | Niveau        |         |
| ---------------------- | -------------- | ------------- | ------- |
| 2001 - 2014            | FC Lorient     | U19 Nationaux |         |
| 2014 - nov. 2016       | US Montagnarde | DH Bretagne   |         |
| déc. 2016 - juil. 2021 | Paradou AC     |               |         |
| jan. 2022 - 2022       | Auray FC       | R1 Bretagne   |         |
| 2022-2023              | US Montagnarde |               |         |
| 2023                   | Paradou AC     | Ligue 1       | Adjoint |